# 吉貝漁港
吉貝漁港(英語：Chi-pei Fishing Harbor)，位於澎湖縣白沙鄉北方最大離島吉貝嶼之南端；屬於第二類漁港。早年為“待潮”港，船隻出入完全受到潮汐的控制，直到1981年深水漁港完成之後，漁船才能隨時進出。漁撈方式以延繩釣、焚寄網、流刺網及一支釣等為主，附近有養殖漁塭，淺水灘區計有80多座石滬，位居澎湖之冠。

## 沿革
- 1953年至1955年，由漁業局補助興建防波堤兼碼頭。
- 1968年，加強部份設施。
- 1981年，漁港深水設施完成。
- 1997年至2000年間，配合“第三期台灣地區漁港建設方案”中計畫予以整建西防波堤並浚挖航道；另增建漁民活動中心等陸上漁業設施。
- 2003年8月14日，行政院農業委員會漁業署研商同意開放該港供遊艇申請停泊。

## 漁港潮位
| 單位 | 最高潮位 | 大潮平均高潮位 | 平均潮位 | 大潮平均低潮位 | 最低潮位 |
| ---- | -------- | -------------- | -------- | -------------- | -------- |
| 公尺 | +2.55    | +1.94          | +0.56    | -0.75          | -1.48    |

## 外部連結
- 澎湖區漁會 （页面存档备份，存于）